# Odd Emil Ingebrigtsen
 Odd Emil Ingebrigtsen (født 8. oktober 1964) er en norsk forretningsmand og politiker fra Bodø. Han blev udnævnt til  Minister for fiskeri og fisk og skaldyr i Erna Solbergs regering den 13. marts 2020. Han var statssekretær i Ministeriet for olie og energi i Regeringen Solberg fra 24. januar til 13. marts 2020.